# Výzkumný ústav včelařský

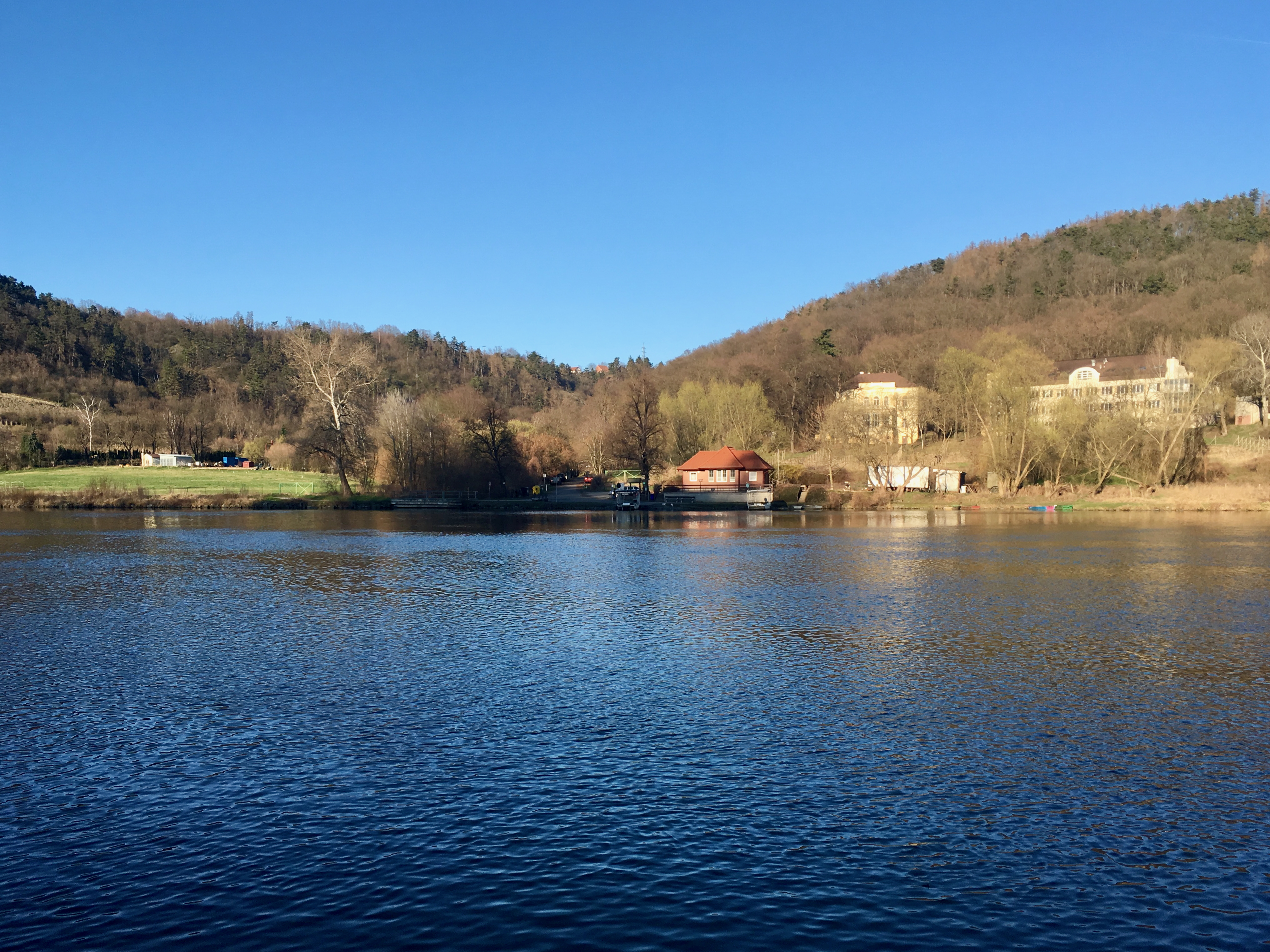
Lokalita zvaná Dol v roce 2017. V pozadí dvě budovy Výzkumného ústavu včelařského. Na břehu Vltavy převoznický domek.

Výzkumný ústav včelařský, s.r.o. (zkráceně VÚVč Dol) byl založen roku 1919 jako státní výzkumný ústav. Leží severně od Prahy, na pravém břehu Vltavy proti městu Libčice nad Vltavou v katastru obce Máslovice. Jedná se o jeden z nejstarších včelařských ústavů s nepřetržitou kontinuitou ve středoevropském regionu.

## Historie

### Snahy před založením ústavu
Zřízení výzkumného ústavu včelařského bylo od roku 1895 jedním z programových bodů Zemského ústředního spolku včelařského pro království České. V roce 1909 podal spolek do Vídně žádost na Ministerstvo orby, aby „byla zřízena při zemědělském oddělení vysoké školy technické v Praze zvláštní stolice nauky včelařské se vzorným včelínem a výzkumnou a pozorovací stanicí pro praktické a další vědecké bádání“. Tato žádost vyšla naprázdno.
V roce 1916 se Antonín Schönfeld neúspěšně pokoušel o zřízení výzkumného včelínu při Anatomickém a fyziologickém ústavu v Praze na Vinohradech.

### Start po vzniku Československa
Hned po první světové válce ministerstvo zemědělství začalo organizovat zemědělské výzkumnictví. Referentem pro živočišnou výrobu se stal Antonín Schönfeld, který pro ministerskou radu vypracoval návrh na zřízení těchto ústavů: ústav pro plemenářskou biologii, ústav pro biotechnologii, mlékařský ústav, rybářský a hydrobiologický ústav a včelařský ústav. Návrh byl doložen obsáhlým odůvodněním a programem výzkumných činností. Ministerská rada schválila zřízení státních výzkumných ústavů zemědělských pro výrobu živočišnou - a tím také ústavu včelařského - dekretem ze dne 7. listopadu 1919.  Antonín Schönfeld byl jmenován přednostou včelařského ústavu a hledal pro ústav vhodné místo. V roce 1922 byla uzavřena kupní smlouva mezi všemi dědici původního majitele statku Na Dole v katastru obce Máslovice, zemřelého Julia Grégra, a československým státem zastoupeným Ministerstvem zemědělstvím. V lokalitě zvané Na Dole, nebo též krátce Dol, sídlí a pracuje ústav dodnes.

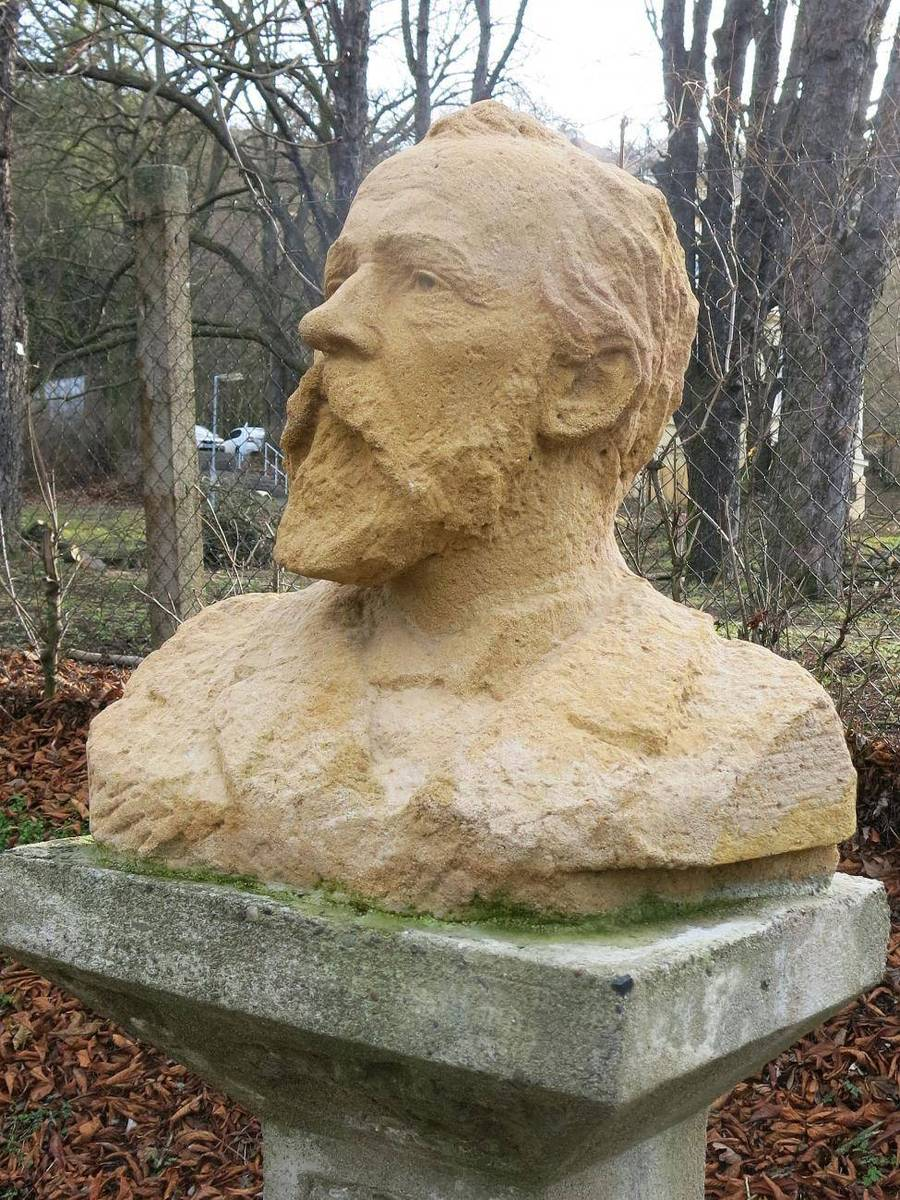
Busta Julia Grégra pod jeho vilou, kde sídlí VÚVč

### Začátky chovu včel
Na Dole byla zřízena včelnice ošetřovaná stálými pracovníky. Postupně se počet včelstev zvýšil až na 120. Od prvních let byl kladen důraz na selekci žádaných vlastností. Každoročně se pořádaly praktické kurzy chovu včelích matek a plemenný materiál byl prodáván zájemcům.
Laboratorní rozbory byly rovněž zaměřeny na potřeby včelařů. Prováděly se rozbory přítomnosti původců nemocí (Nosema apis, Acarapis woodii a Paenibacillus larvae).
Chemická laboratoř byla postupně vybavena na rozbory medu a cukru.

### Období hedvábnictví
Ve čtyřicátých letech se činnost ústavu rozšířila též o pěstování moruší a pokusné chovy bource morušového. Hlavním cílem nebyla produkce hedvábí, ale využití bourců pro genetické pokusy. Získané kokony zpracovávala tehdy textilní továrna v Moravské Chrastové. Tato činnost byla direktivně ukončena v roce 1960, následně po roce 1989 krátce obnovena z entuziasmu Vladimíra Veselého.

### Boj s akarapidózou
Epidemie interního vzdušnicového roztoče Acarapis woodii zasáhla ve 40. a 50. letech 20. století i Československo. VÚVč Dol se aktivně podílel na vývoji metod tlumení této choroby. Výzkum vedený prof. Svobodou byl úspěšně zakončen registrací patentovaného veterinárního přípravku BEF.

### Zkoušení a rozšíření včely kraňské
Plemenářská práce založená na různorodém hybridním materiálu nesplňovala očekávání. V letech 1966 až 1972 ministerstvo zemědělství poskytlo omezené devizové prostředky na nákup plemenných včelích matek včely medonosné kraňské z rakouských chovů Sklenar, Singer a Lunz am See. Testy, které ústav organizoval v různých podmínkách po celém Československu, prokázaly výrazně lepší vlastnosti kraňky proti tehdejší zemské včele. Třístupňový systém oblastních, rozmnožovacích a registrovaných chovů včelích matek v rámci Československého svazu včelařů Výzkumný ústav včelařský koordinoval a metodicky řídil.

### Stavba nové budovy a proletové haly
V nadějné atmosféře Pražského jara 1968 ministerstvo schválilo projekt nové budovy ústavu zahrnující i proletovou halu pro včely s řízenými klimatickými prvky, která byla dokončena v roce 1972.

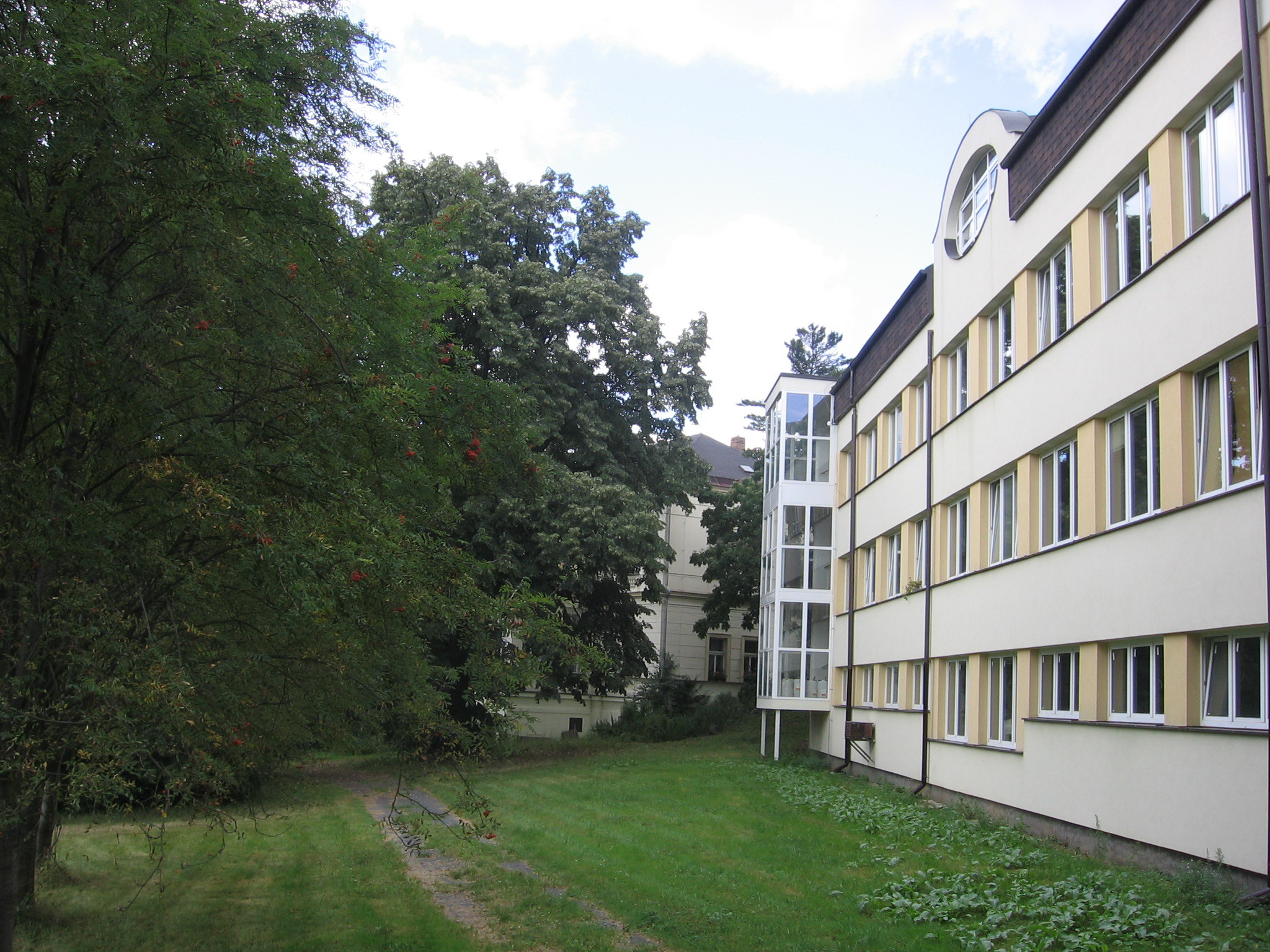
Výzkumný ústav včelařský v Dole (2008)

### Privatizace
Zřizovatel, tedy Ministerstvo zemědělství, zařadilo Výzkumný ústav včelařský do seznamu státních podniků určených k prodeji v listopadu 1996. Od 1. ledna 1997 pokračuje ústav s původním týmem na původním místě jako Výzkumný ústav včelařský, s.r.o. (DIČ CZ62968335).

## Chovatelské stanice
V rámci výzkumného ústavu včelařského pracují nebo pracovaly tyto stanice:
- Výzkumná stanice Liběchov
- Pokusný včelín Filipov (do roku 2003)
- Pokusný včelín Skřivánek (od roku 2003)
- Pokusný včelín Kývalka
- Výzkumná stanice Prostějov
- Výzkumný stanice Přerov - Žeravice
- Pokusný včelín Pekařov
- Pokusný včelín Zubří (do roku 2021)

## Osobnosti spojené s VÚVč Dol

### Ředitelé:
- Antonín Schönfeld (1919–1937)
- Jaroslav Peterka (1937–1943)
- Jaroslav Svoboda (1943–1970)
- Vladimír Veselý (1970–1996)
- František Kamler (1996–2019)
- Ondřej Procházka (od roku 2019)

### Akreditovaná zkušební laboratoř
Protokoly s výsledky laboratoře státního ústavu byly obecně akceptovány. Po transformaci na soukromou společnost prošla zkušební laboratoř akreditací Českého institutu pro akreditaci (ČIA) podle normy EN ISO/IEC 17025 v souladu s evropskou akreditací ILAC. Zkušební laboratoř VÚVč Dol č. 1203 má akreditované zkoušky v rozsahu osvědčení o akreditaci.

### Pedagogická a poradenská činnost
Po celou dobu existence ústavu trvá spolupráce s Českou zemědělskou univerzitou (Dříve Vysokou školou zemědělskou v Praze) při výuce předmětu Včelařství.
Ústav pořádá kurzy a přednášky pro odborníky i laiky. Je zapojen do programu rozvoje včelařství podle nařízení vlády.